# جوزف کلوز
جوزف کلوز (انگلیسی: Josef Klose؛ زادهٔ ۳ اکتبر ۱۹۴۷) بازیکن فوتبال اهل لهستان است.
از باشگاه‌هایی که در آن بازی کرده‌است می‌توان به باشگاه فوتبال اوسر اشاره کرد.